# 京通高速动车组列车 (北京至通辽)
京通高速动车组列车是中国铁路运行于首都北京市北京朝阳站至内蒙古自治区通辽市通辽站间的高速动车组列车，自2021年1月22日起开行，现每日开行3对列车，由沈阳局集团沈阳客运段担任客运乘务。

## 历史
2021年1月22日，配合京哈客运专线北京朝阳至承德南段通车，新增北京朝阳站至通辽站的高速动车组列车。同年6月25日起，北京朝阳站至通辽站之间共开行3对高速动车组列车。

## 使用列车
G3651/3654次、G3655/3652次列车使用配属沈阳局集团沈阳北动车运用所的CRH380BG；G3653/3656次列车使用配属沈阳局集团沈阳北动车运用所的CR400BF-G。